# Carl Kempendahl

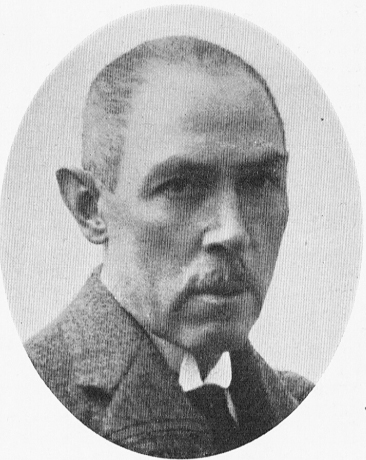
Carl Kempendahl

Carl Johan Rickard Kempendahl, född 1 februari 1870 i Stockholm, död där 4 november 1943, var en svensk arkitekt.

## Biografi

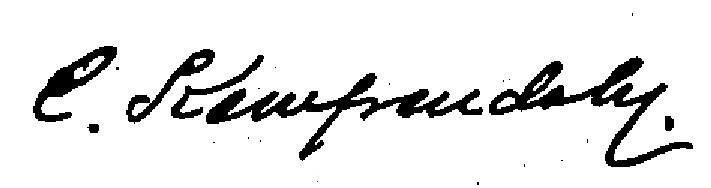
Kempendahls namnteckning.

Efter Klara skola studerade Kempendahl vid Byggnadsyrkesskolan vid Tekniska skolan. Han var extra elev vid Kungliga tekniska högskolan 1887. Han var assistent vid Nordiska industri- och slöjdutställningen i Malmö 1896. Året därpå anställdes han som arkitekt vid W. Wiklunds gjuteri & mekaniska verkstads bryggeriavdelning i Stockholm. 
Från år 1900 drev han egen arkitektverksamhet där Kempendals tidiga produktion återfinns i Kalmar län, med koncentration i Västervik. Stilen är företrädesvis jugend. 
1906 knöts han till Bankirfirman E. Öhman j:r i Stockholm, som grundats samma år med inriktning på fastighetsaffärer där han blev byggnadschef. Till firman knöts även Thor Thorén och Ferdinand Boberg. 1907 bildade Öhman med två kompanjoner AB Saltjö-Duvnäs villatomter. Kempendahl anställdes av tomtbolaget som byggnadschef och rådgivare samt står bakom ett flertal villor i Saltsjö-Duvnäs i senare jugendstil och nationalromantisk stil.
Från 1919 drev han åter egen arkitektverksamhet i Stockholm och från 1925 även byggverksamhet.

## Verk urval
- Navigationsskolan, Västervik, 1901[5]
- Villa Milano, Västervik, 1902 (rivet)[5]
- Bankhus för Kalmar enskilda bank, Storgatan 39, Vimmerby 1902-1903[6]
- Bankhus för Kalmar enskilda bank, Hamngatan 39, Västervik 1902-1903[6]
- Gravkapell vid Gamleby kyrka, 1903-05[7]
- Församlingshem för Karlskrona amiralitetsförsamling, 1905 [8]
- Odd-Fellow-huset, Kalmar, 1904-1905 [9]
- Stadshotellet i Kalmar, 1905-1907 [10]
- Johan Skyttes hus, kv. Överkikaren 1, Södermalm, 1907 (total ombyggnad)
- Villa Solgården, kv. Holmia 12, Lidingö 1906-1907 (tillsammans med David Lundegårdh)[11]
- Villa Fornboda (Lidingö museum), Lidingö, 1907 (tillsammans med Davidh Lundegård)
- Ringparksstugan, Saltsjö-Duvnäs, 1907[12]
- Villa Duvnäsvägen 50, 1910[4]
- Herrgårdsvillan, Saltsjö-Duvnäs, 1911[13]'
- Villa Cajanus, Kristinavägen 44, Saltsjö-Duvnäs 1912[13]
- Stenvillan (Kyrkvillan), Gamla Allén 17 / Rättarbacken 1, Saltsjö-Duvnäs[13]
- Arkitektvillan, Kempendahls egen bostad, Knut Pernos väg 12, Saltsjö-Duvnäs[13]
- Villor på Reginavägen 34, 36 och 38 samt hörnet Bergbacken- Reginavägen, Saltsjö-Duvnäs 1917 [13]
- Tvåfamiljsvillorna utefter Belevägen, Lidingö, 1925[14]
- Bostadshus i kv. Källan 5. Wollmar Yxkullsgatan 2, Stockholm, 1926 (där han även var byggherre)[15]
- Kv. Österbotten 1, Regeringsgatan 68, Stockholm, 1929-1930 (där han även var byggherre)[16] (rivet)
- Kv. Järnlodet 4, Nybrogatan 18, Stockholm, 1929-1932[16]

## Bilder

Villor
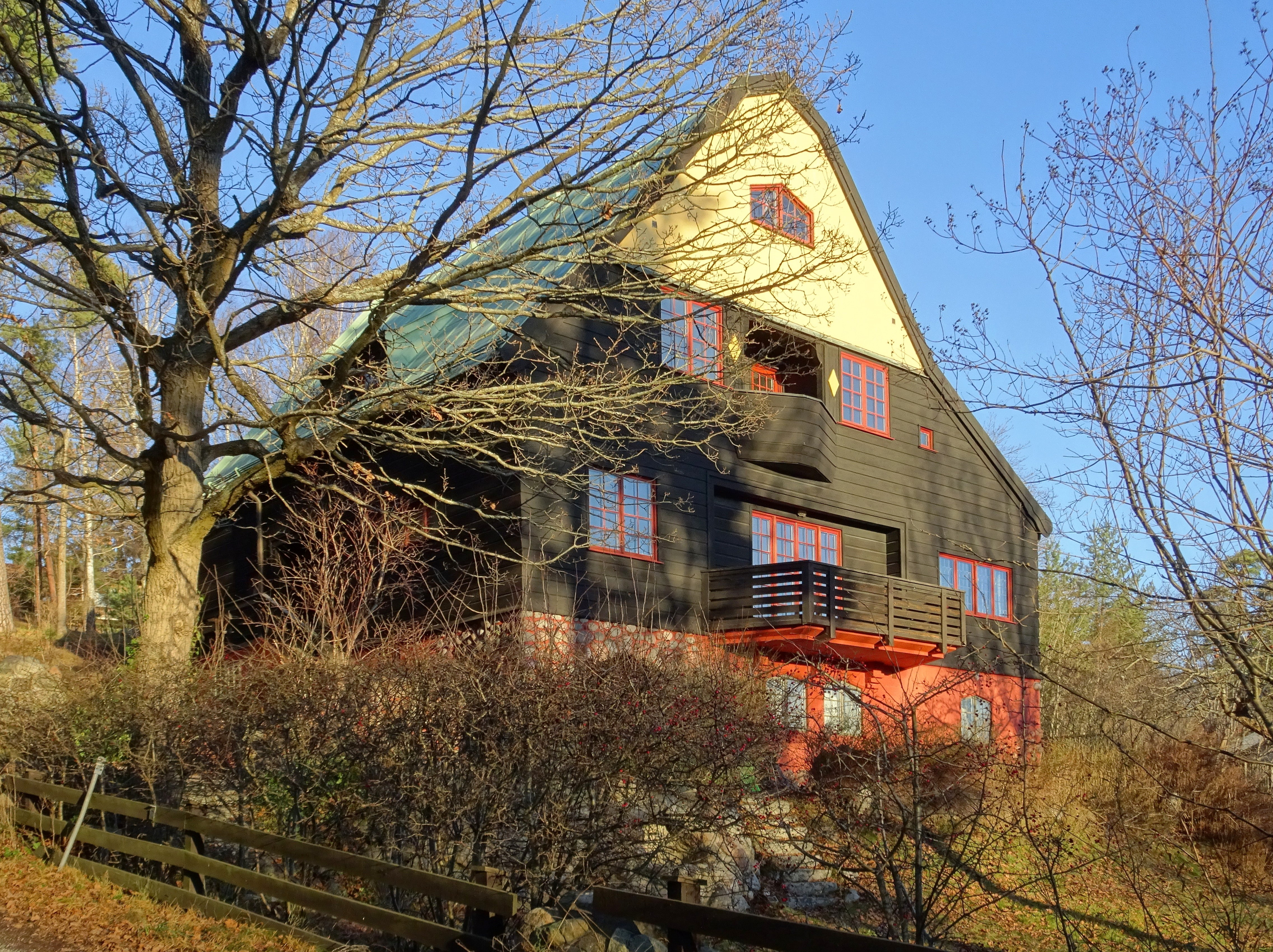
Arkitektvillan, Saltsjö-Duvnäs.
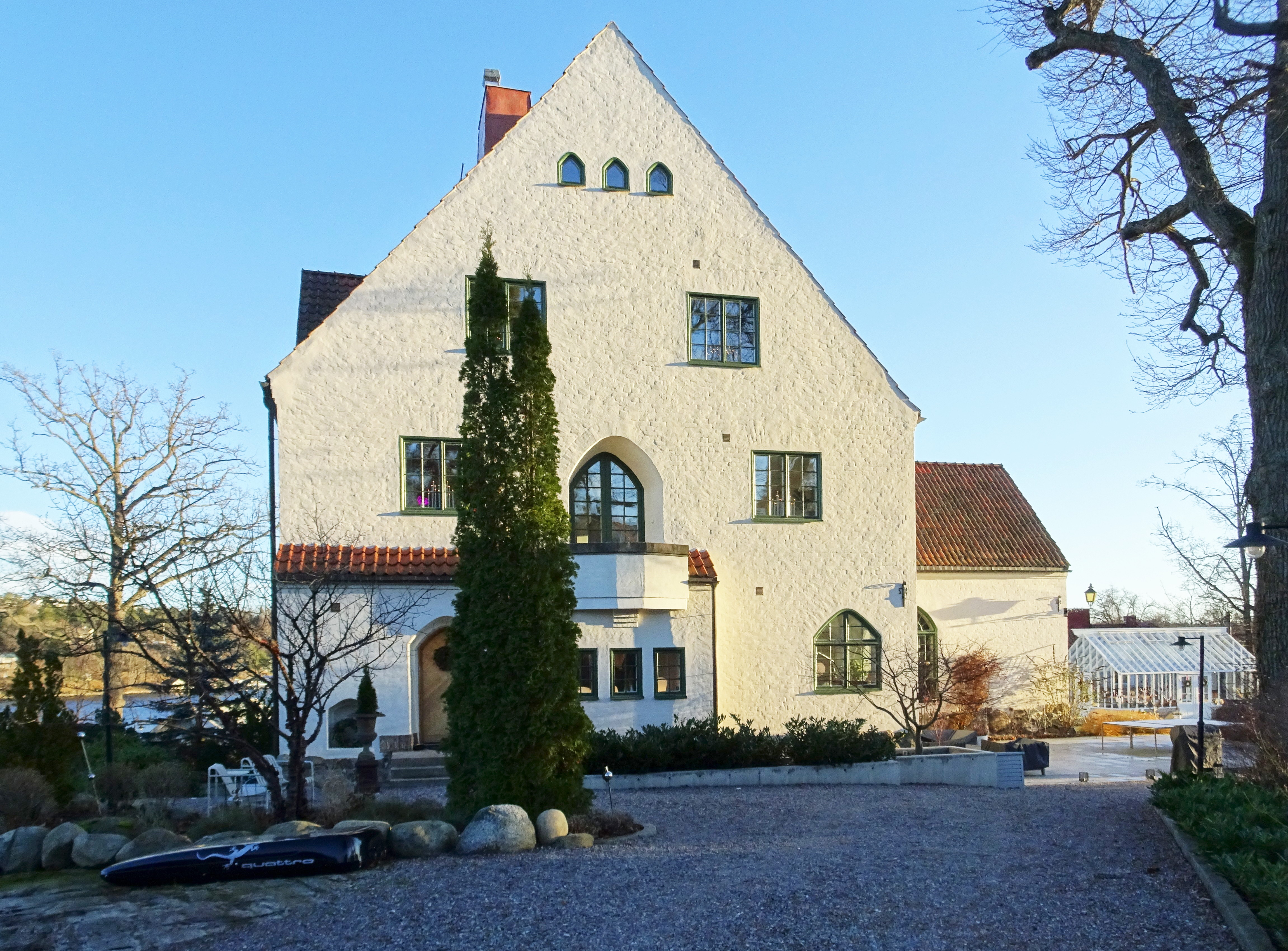
Villa Cajanus, Saltsjö-Duvnäs.
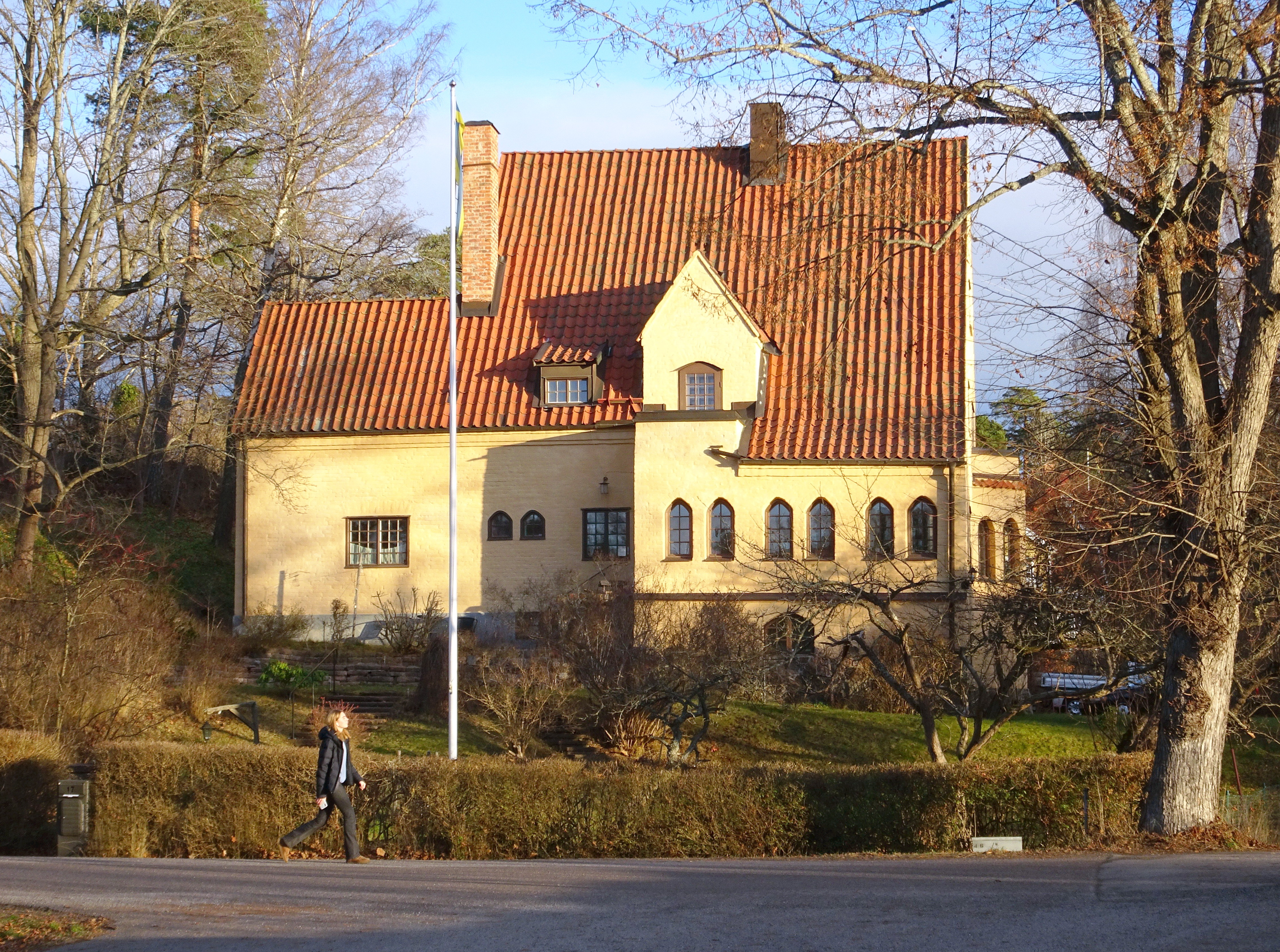
Stenvillan, Saltsjö-Duvnäs.
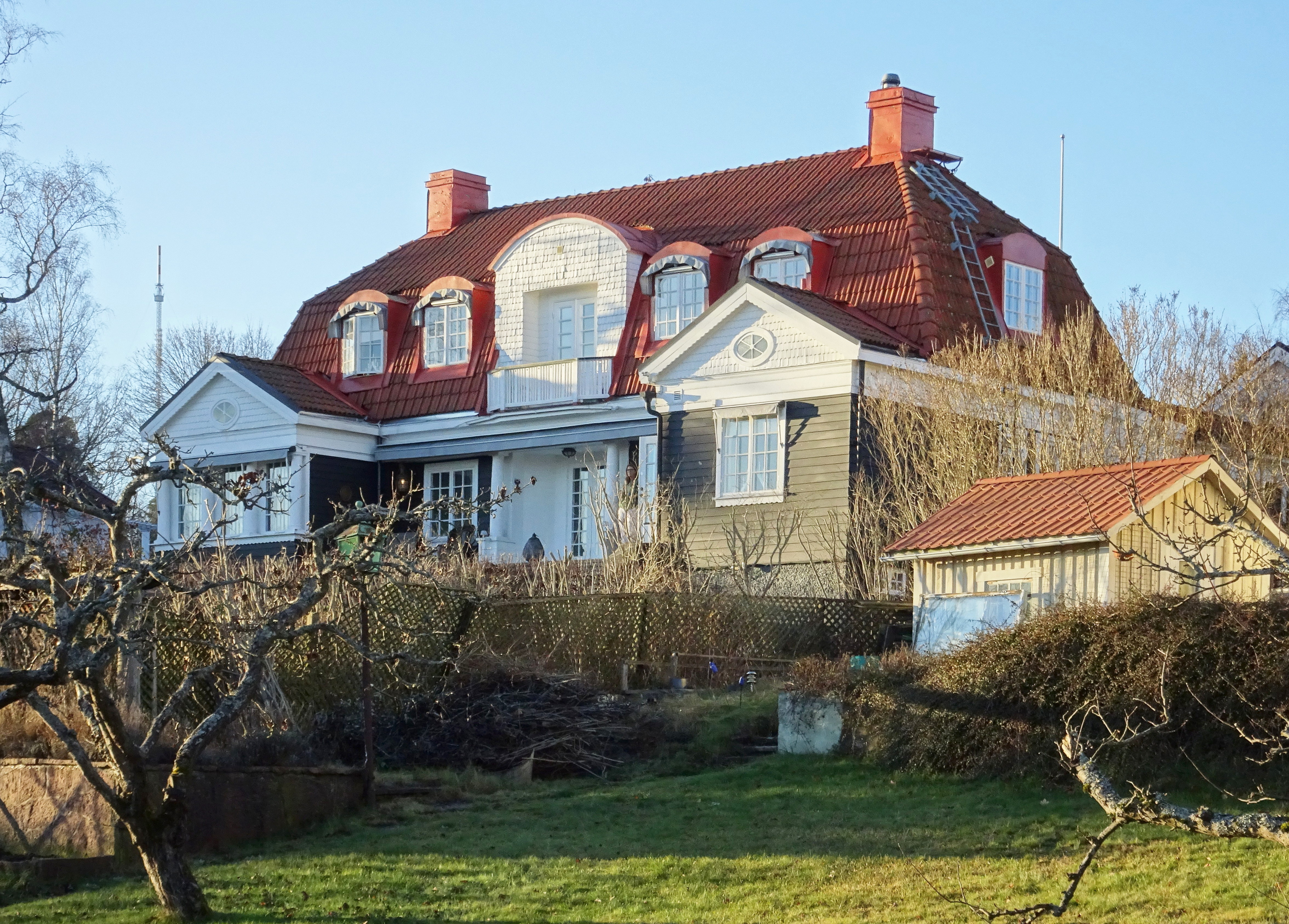
Herrgårdsvillan, Saltsjö-Duvnäs.

Annat
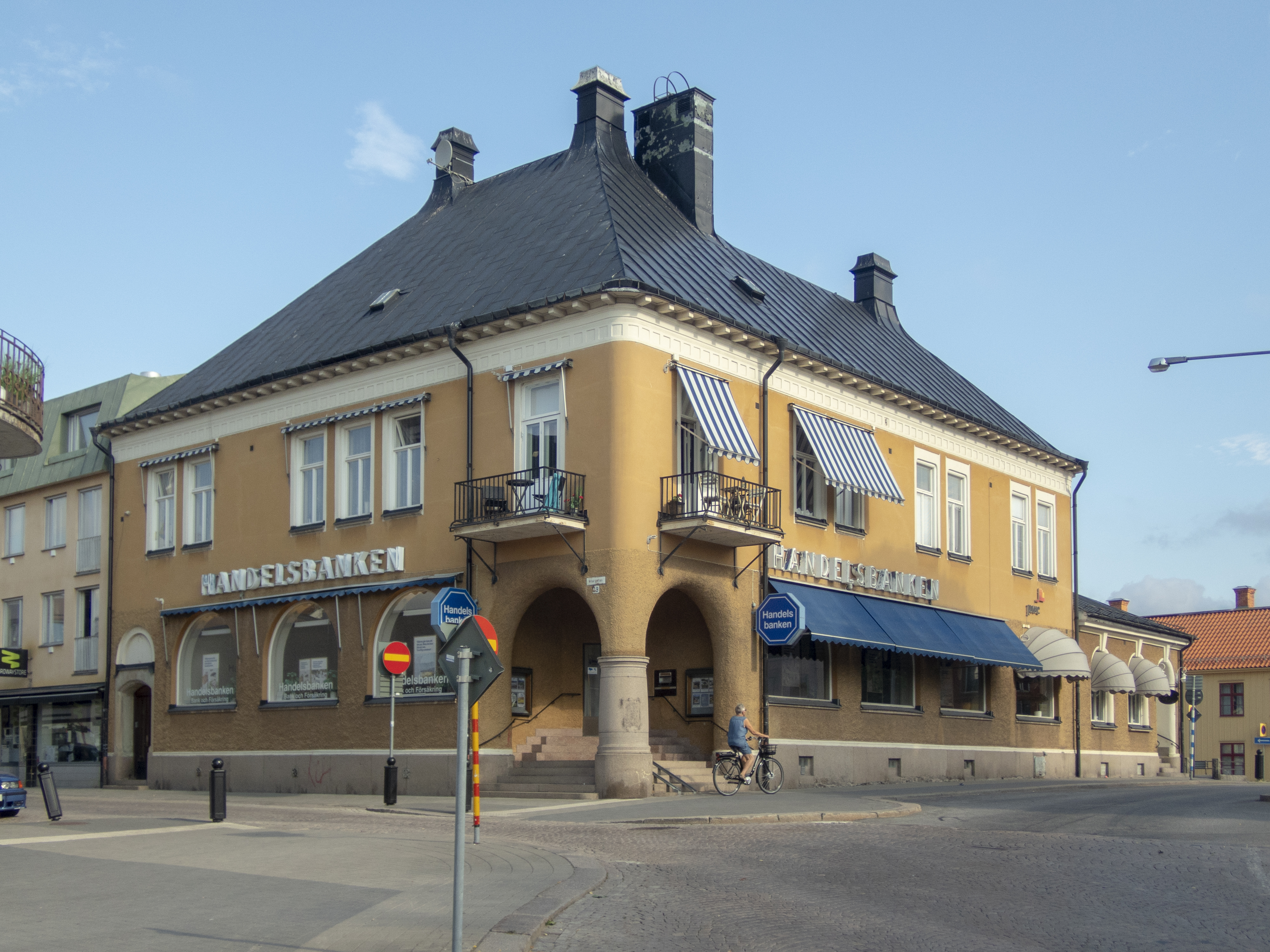
Bankhus i Vimmerby.
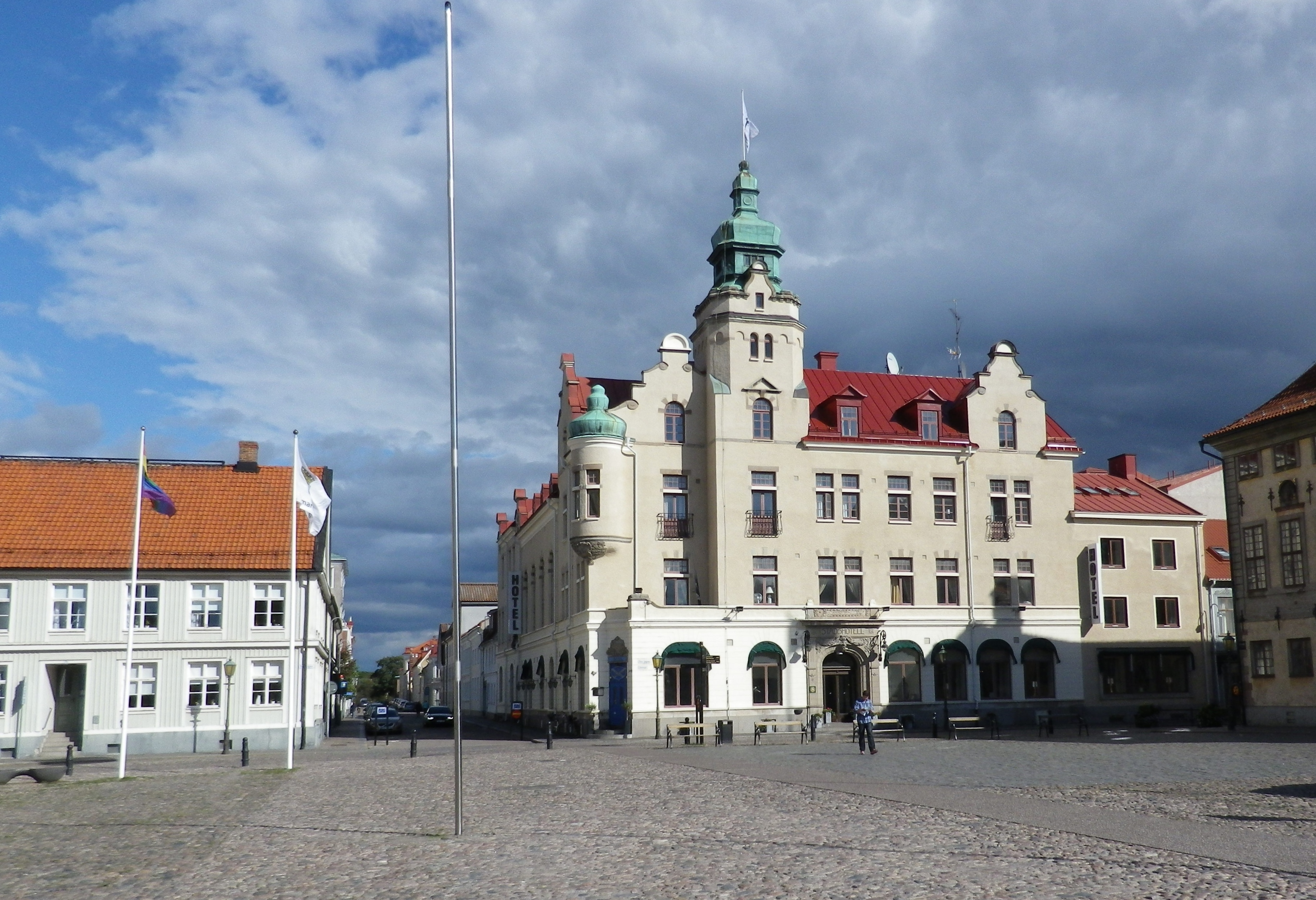
Stadshotellet i Kalmar.
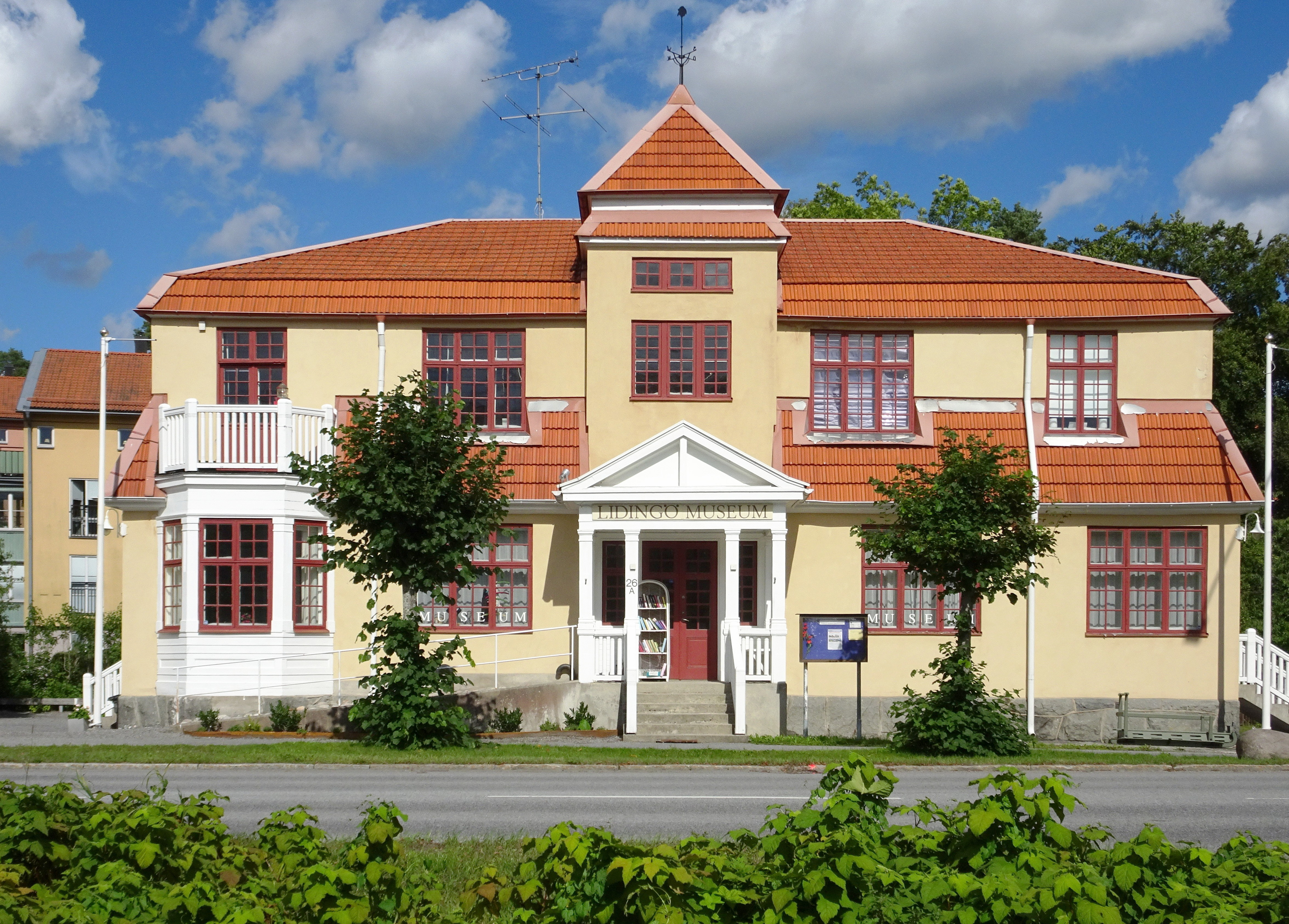
Lidingö museum, Lidingö.
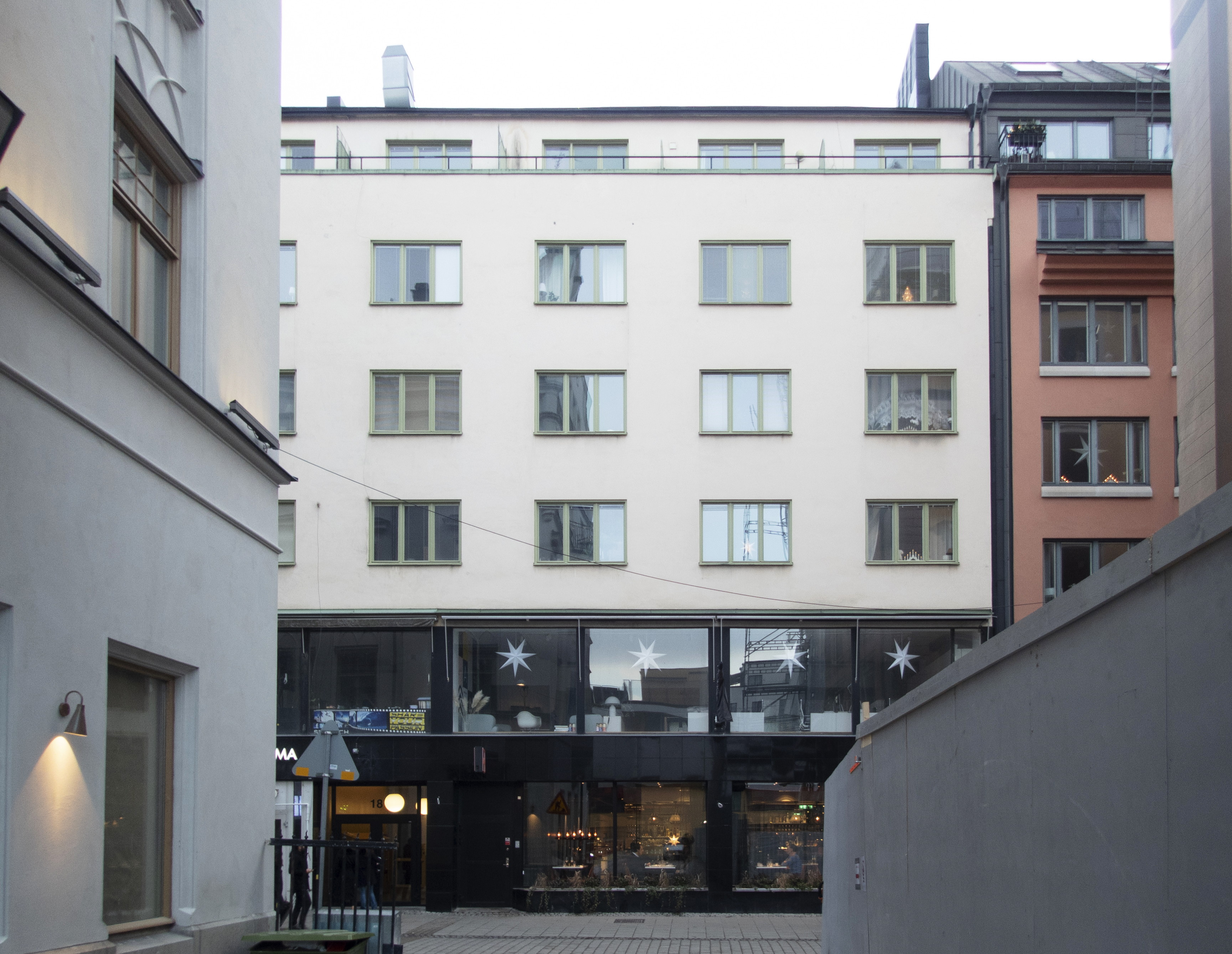
Järnlodet 4, Stockholm.